# 日吉神社神幸神事
日吉神社神幸神事（ひよしじんじゃしんこうしんじ）は、鳥取県米子市淀江町西原の日吉神社に伝わる神事で、米子市指定の無形民俗文化財。毎年5月3日に実施される。

## 起源と経緯
江戸時代の寛永14年（1637年）以前から370年以上続いている。
詳しい起源は明らかでないが、大山あるいは日御碕神社との間に行われた神輿渡御と伝えられる。先導する寺社奉行の「えんよーいやな、えんよいとまかせ、さささ、さーよいとまかせ」のかけ声は「いい世の中だな、さあ、もっといい世の中でありますように」という意味と伝えられる。
江戸時代にはたびたび中断したようだが、その度に藩主に願い出て復興し、慶応4年（1868年）以降は毎年続けられている。明治24年には、淀江で大火災があり、神事の道具も焼失したが、氏子によって再興され現在まで続けられている。

## 行列と特徴
現在は200人以上の氏子が、江戸時代の装束で行列をつくり、沿道には多くの観光客が並ぶ。大正15年に再編成されたものと伝えられ、昔の町内単位で役割が割り当てられる。
行列はおおまかに、寺社奉行を中心とする「先導グループ」と、それぞれ神輿を中心とする「前グループ」と「後グループ」の3グループで構成される。慶応4年の記録も残っているが、全体の構成は現在とほぼ同じ。
「先導グループ」は、神輿行列の先導をするもので、もとは実際に寺社奉行が務めていたと考えられる。現在は「よいとまかせ」のかけ声をかける奴の間を、馬に乗った奉行役とその馬を引く馬子が行き来する。「前グループ」と「後グループ」は、ほぼ同じ構成で、現在は、神像（猿太彦命と宇豆女命）、幣か旗、榊、幡か幟、幣、道神楽、神輿、神職という順序で、山車を引いて歩く。
慶応4年の行列では、それぞれの役割によって何人という配置がされており、山車を引くかたちではなかったようである。また、最後尾には庄屋や郡の役人などが付く。この中には「御山奉行」がおり、大山との神輿渡御だった可能性を示唆するか。
前後2グループの形をもつ神輿渡御は、県下唯一のものである。

### 現行の行列
【先導グループ】
1.杖払（つゆはらい）
2.箒引（ほうきびき）
3.大鳥毛（1区・元町）
4.寺社奉行御供廻り（2区・長町）
5.鉄砲組（2区・北浜）
6.社名旗（5区の2・灘中町）
【前グループ】
7.猿太彦命（3区の1・本町4丁目）
8.大幣（4区の2・前田町）
9.真榊（4区の1・本町3丁目）
10.日月像幡（5区の1・本町2丁目）
11.金幣（7区・河原町）
12.道神楽（10区の1・駄倉町）
13.神輿（11区・五軒屋）
14.神職
【後グループ】
15.宇豆女命（8区・東横町）
16.四神旗（6区の1・本町1丁目）
17.五色旗（8区・西横町）
18.真榊（3区の2・西小路町）
19.五色幟（9区・川向町）
20.髄神（6区の2・御屋敷町）
21.奉幣（7区・風呂屋小路町）
22.道神楽（8区・堀町）
23.神輿（11区・浜町）
24.神職
【その他】
25.子供神輿（今津、※平成15年度より）